# Nicaria latisquamalis
Nicaria latisquamalis är en fjärilsart som beskrevs av Pieter Cornelius Tobias Snellen 1880. Nicaria latisquamalis ingår i släktet Nicaria och familjen Crambidae. Inga underarter finns listade i Catalogue of Life.